# Flitch Green
Flitch Green är en civil parish i Storbritannien.   Den ligger i grevskapet Essex och riksdelen England, i den sydöstra delen av landet, 50 km nordost om huvudstaden London. Orten har 2 190 invånare (2011).